# Calle San Martín (Rosario)

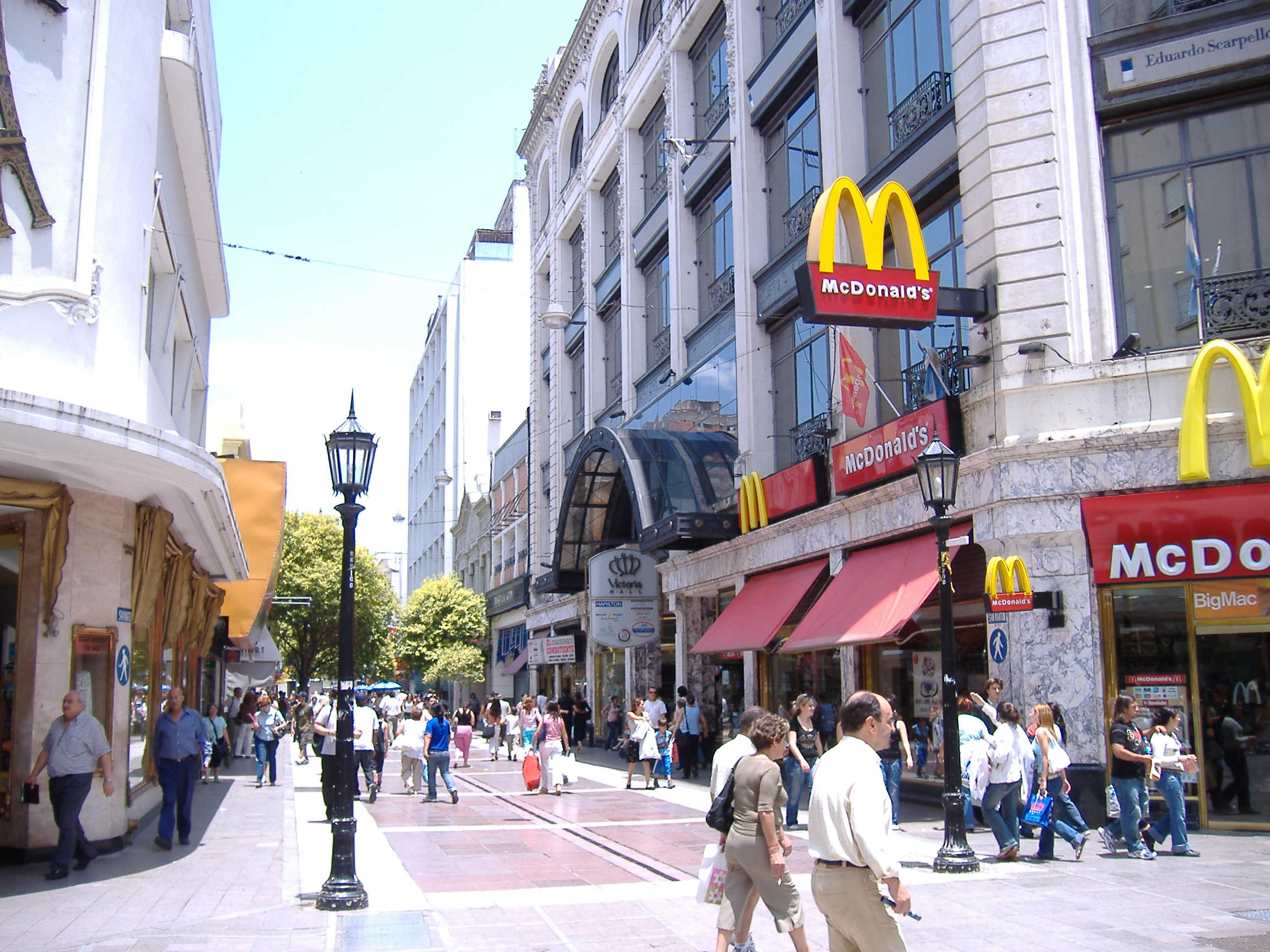
Peatonal San Martín (al sur), en la esquina con Peatonal Córdoba.

La Calle San Martín (o Avenida San Martín) es una importante arteria de Rosario, provincia de Santa Fe, Argentina. Corre de norte a sur por el centro urbano, desde la avenida costanera del río Paraná hasta el límite sur del municipio (6,5 km).
Su nombre anterior fue Calle del Puerto, que le fue cambiado en 1887 en honor al héroe de las Guerras de la Independencia General José de San Martín.
La calle San Martín arranca cerca del río en la Avenida Belgrano, y sube por la barranca hacia el microcentro. En la intersección con la calle Santa Fe está cerrada al tránsito (salvo "blindados bancarios"), y 100 m más adelante, en la esquina de Peatonal Córdoba se hace altamente comercial y configurada como peatonal hasta calle Mendoza.
Pasa por tiendas, el Nuevo Banco de Santa Fe, el Banco Municipal de Rosario, importantes hoteles, el Cine Monumental, al 999, el Centro Cultural Roberto Fontanarrosa en la Plaza Montenegro; el ex Cine Gran Rex, al 1141,. La calle pierde lo peatonal y retorna al tránsito vehicular cuatro cuadras después de Córdoba, en la intersección con la calle Mendoza.
Al sur del Bv. 27 de Febrero, la calle San Martín se hace una avenida de dos manos (26 m de ancho) que como vía rápida sirve al tránsito de una gran área en el sudeste de Rosario. Alcanza la Av. Circunvalación y luego el límite municipal señalado por el Arroyo Saladillo, continuando en jurisdicción de la ciudad de Villa Gobernador Gálvez.

## Galería de imágenes

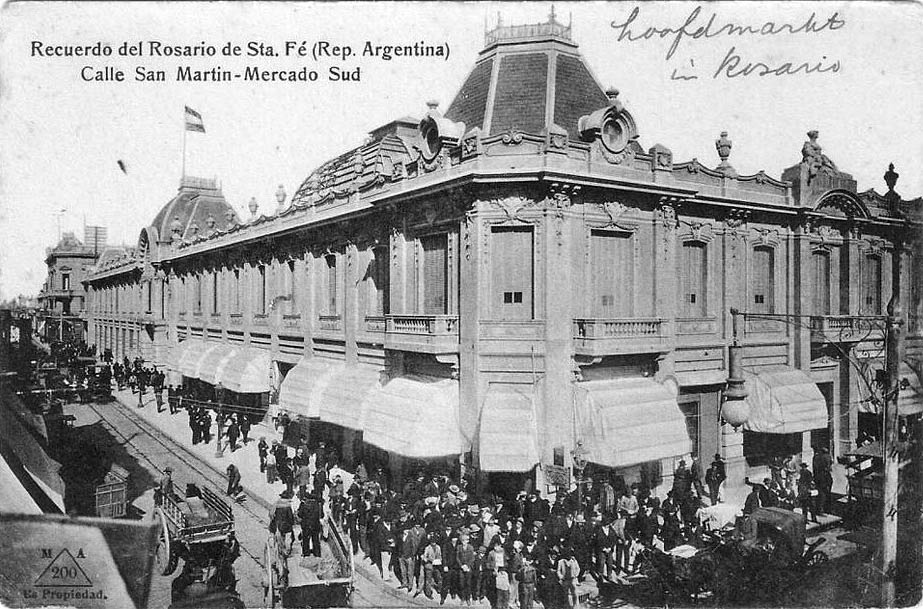
Mercado Central en 1903, esquina de San Luis
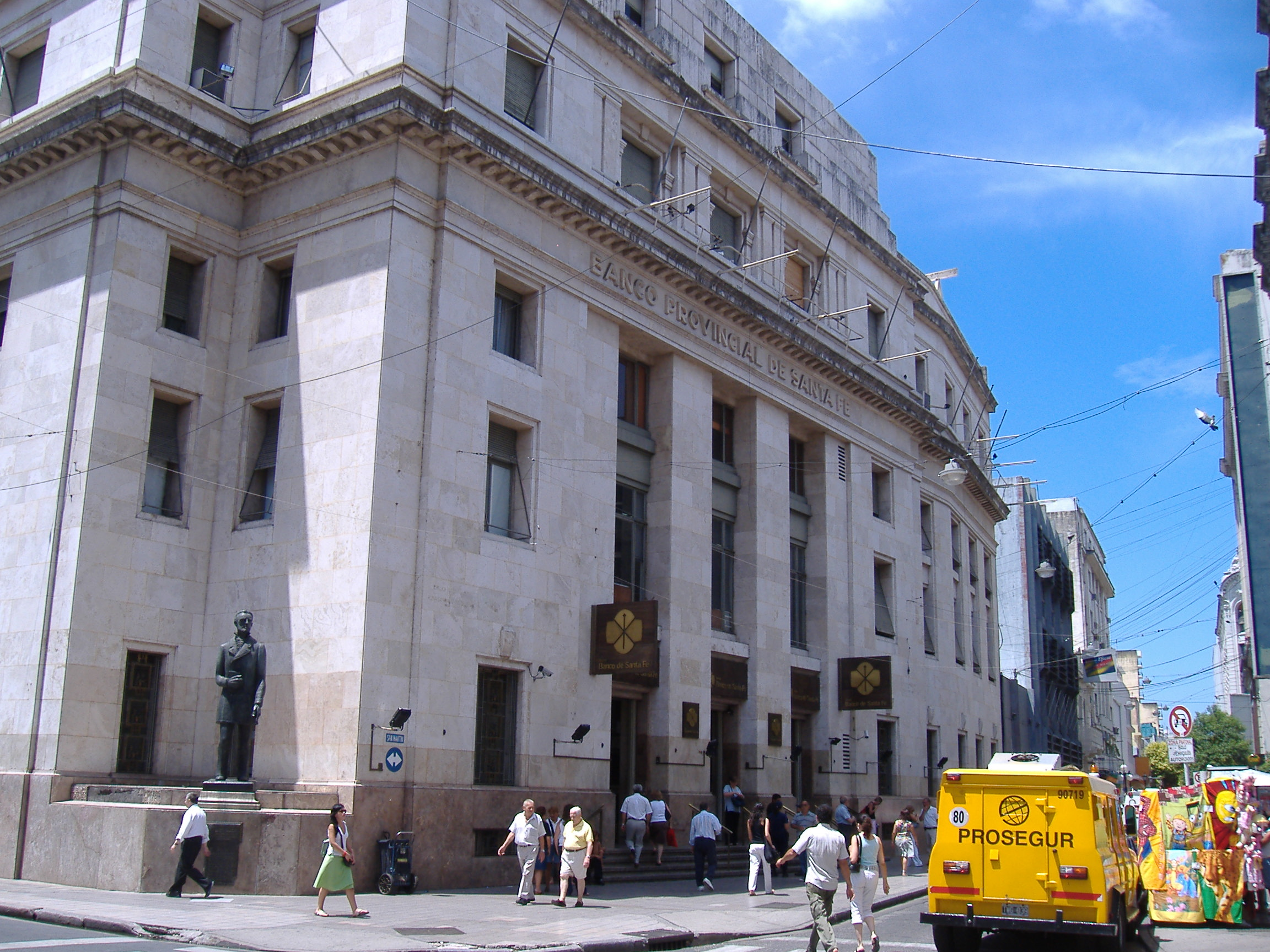
Nuevo Banco de Santa Fe
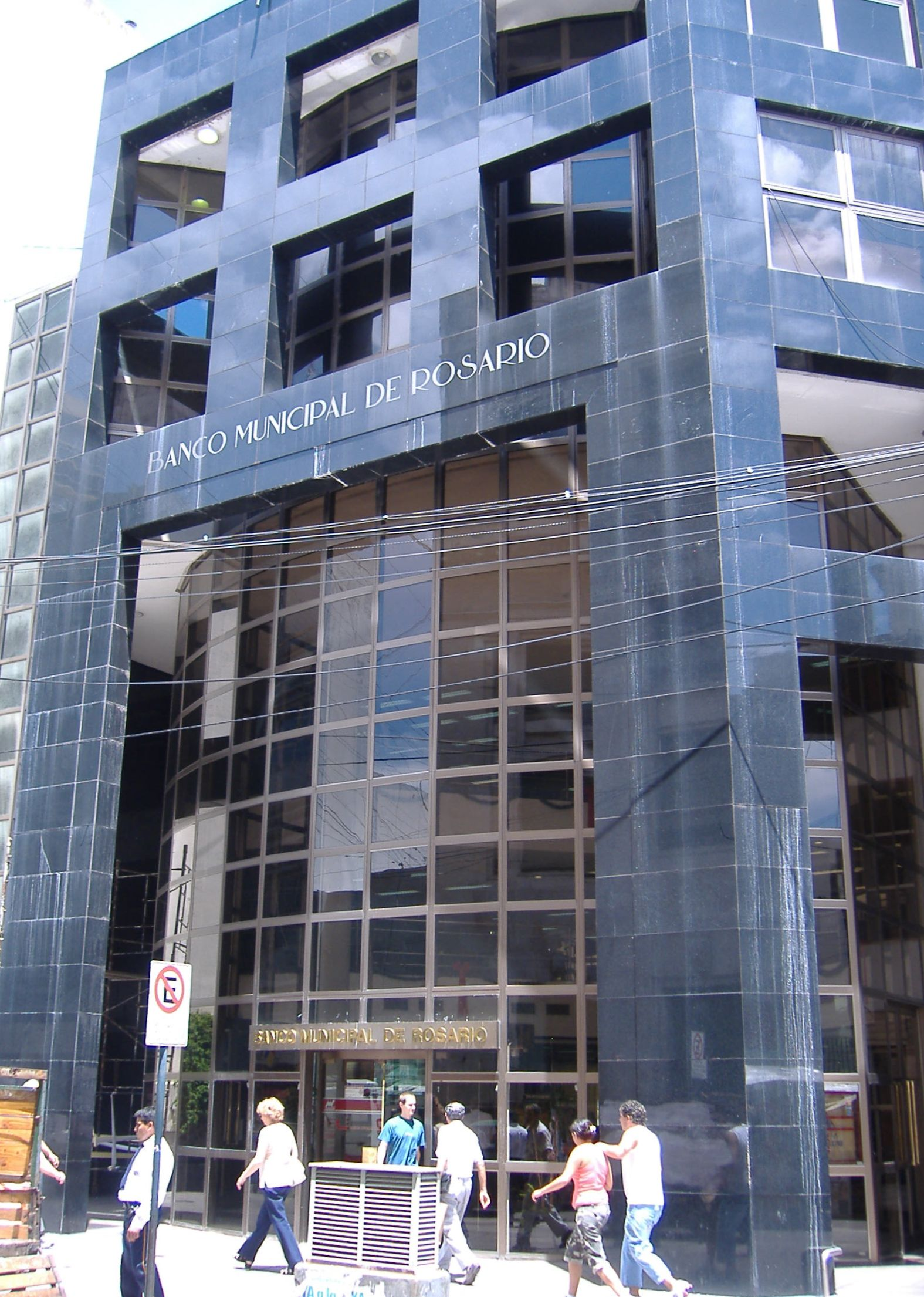
Banco Municipal de Rosario
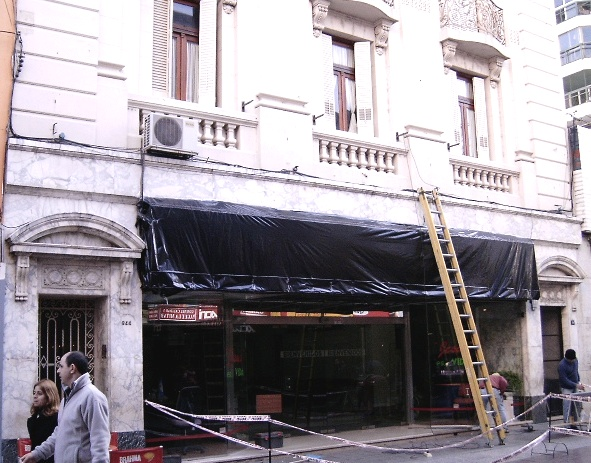
Ex cine Capitol
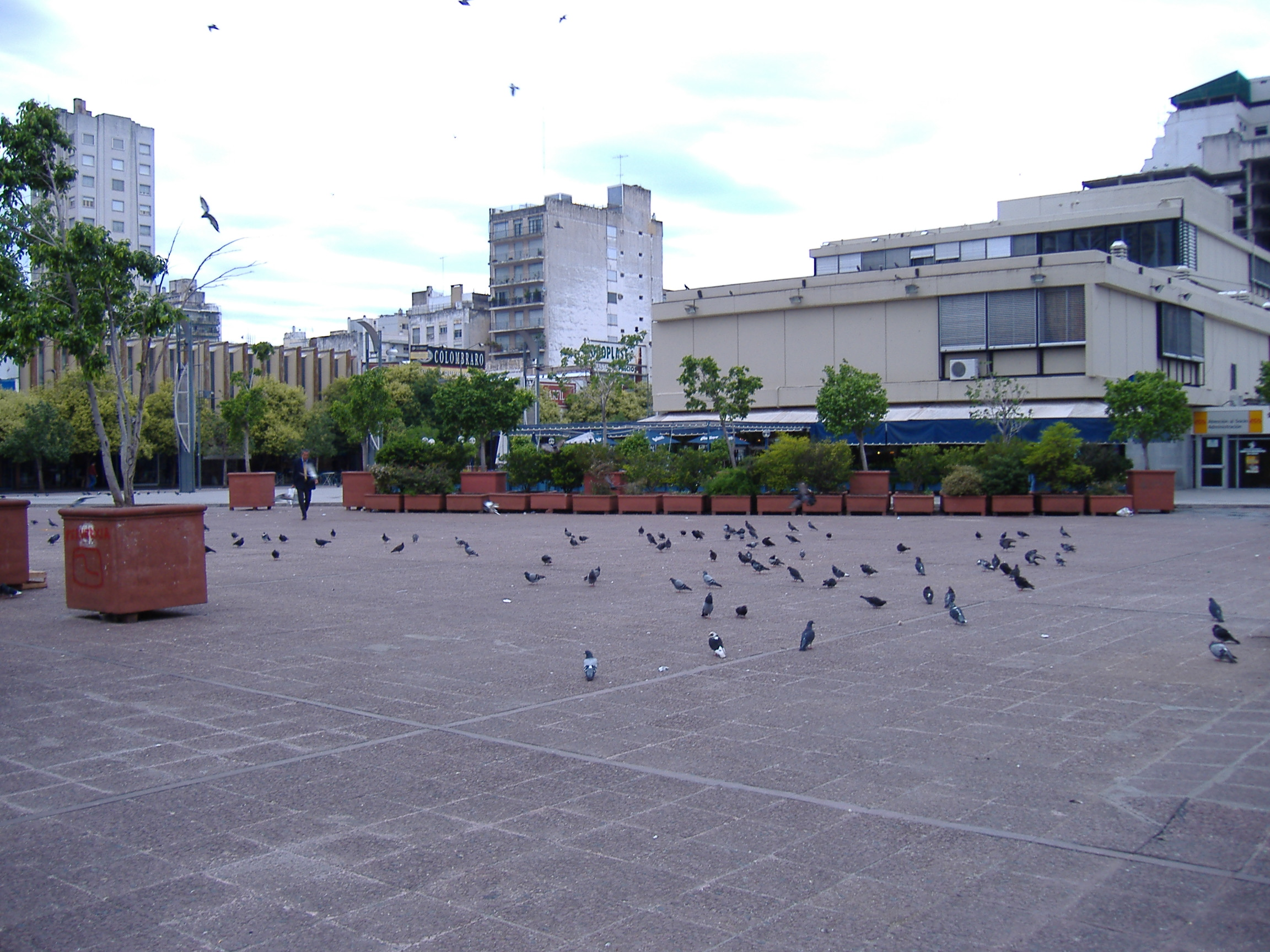
Plaza Montenegro
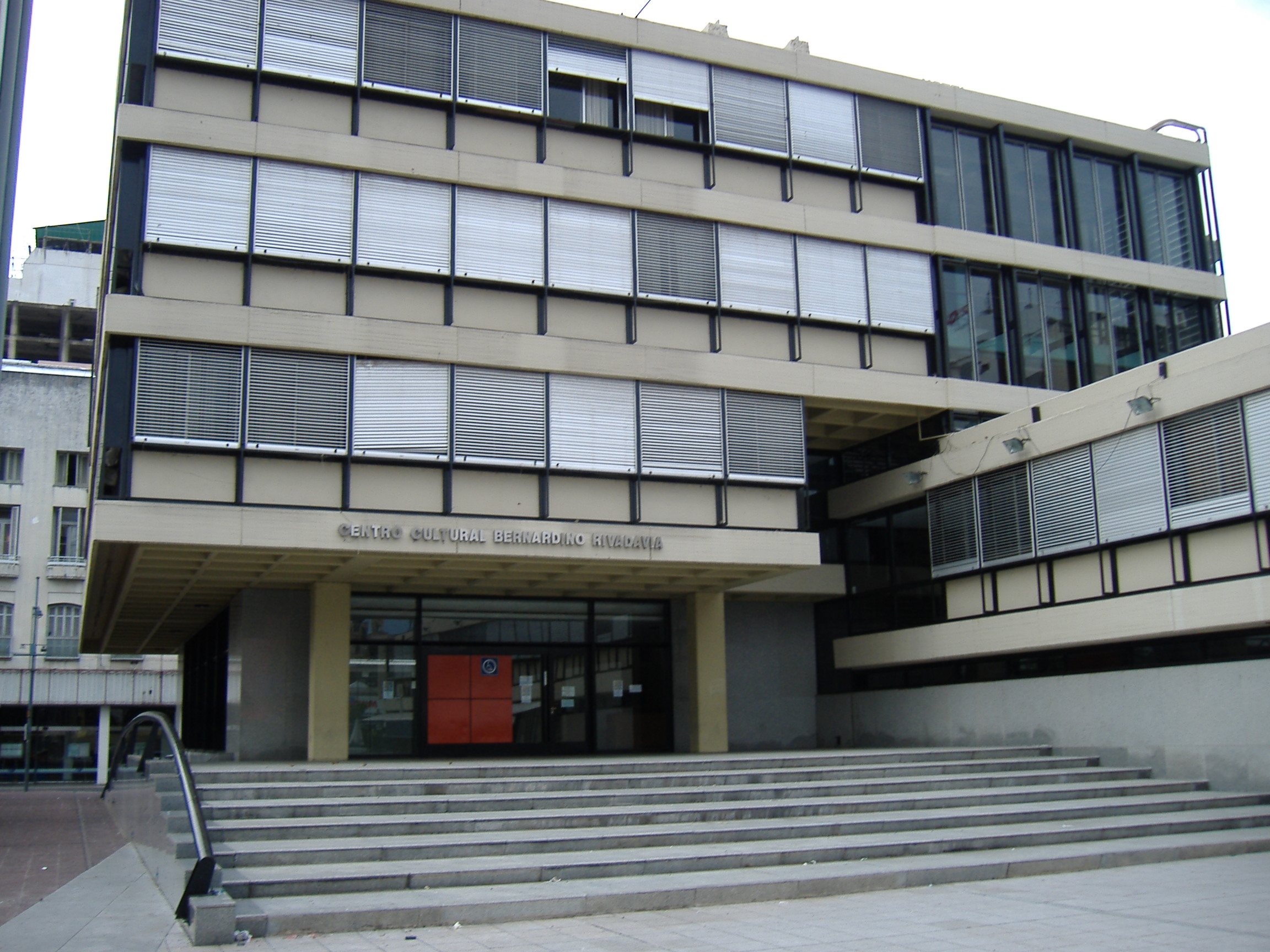
Centro Cultural Roberto Fontanarrosa
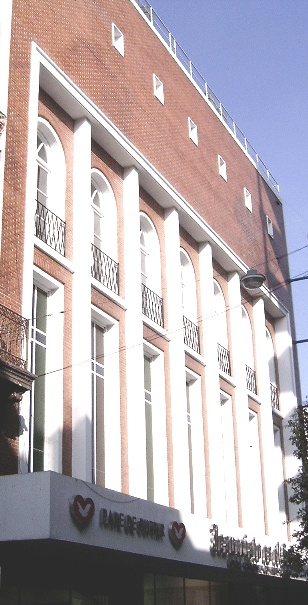
Ex cine Gran Rex